# Даглас C-133
Даглас C-133 Каргомастер  (енгл. Douglas C-133 Cargomaster) је био тешки војни транспортни четворомоторни авион металне конструкције, пројектован за потребе оружаних снага САД. Производила га је фирма Даглас (Douglas Aircraft Corporation) од маја 1956. до 1961. године. Наследио га је тешки транспортни авион на турбо елисни погон Локид Ц-130 Херкул.

## Пројектовање и развој
Пројект тешког војног транспортног авиона Даглас C-133 Каргомастер се по конструкцији потпуно разликује од својих предтодника C-74 Глоубмастер и C-124 Глоубмастер II. Авион Даглас C-133 је био једнокрилни висококрилац, потпуно металне конструкције са конвенционалним репом на коме су се налазила врата у облику рампе за утовар тешких и гломазних терета. Поред ових репних врата авион је имао и велика бочна врата. 
Стајни трап типа трицикл био је увлачећи. Две средње ноге стајног трапа са по четири точка свака, увлаче се у гондоле причвршћене са спољног дела трупа тако да увлачење стајног трапа не одузима товарни простор у трупу авиона. Трећа предња нога стајног трапа са два точка смештена је у носу авиона. 
На сваком крилу трапезастог облика, са правом нападном ивицом крила, било је уграђено по два турбо елисна мотора Прат & Витни Pratt & Whitney T34-P-7W или Pratt & Whitney T34-P-9W са трокраком металном елисом променљивог корака. За разлику од свог претходника Дагласа C-124, иако је по габариту карго простора мањи Даглас C-133 је могао да пренесе скоро дупло већу тежину око 50t. Захваљујући конструктивном решењу, да је крило изнад трупа авиона - висококрилац, труп авиона је веома близу писте што омогућава лакши уровар и истовар тешких и габатиних терета. Даглас је ову концепцију применио на авиону Даглас 16 година пре појаве авиона Даглас C-133 али тада то није схваћено као добро решење. Данас се ово решење готово искључиво користи код војних транспортних авиона.

### Варијанте авиона Даглас
- - прва производна верзија авиона Даглас  са моторима Pratt & Whitney T34-P-7W снаге 7.100 ph, произведено је 35 примерака,
- - друга производна верзија авиона Даглас  са моторима повећане снаге Pratt & Whitney T34-P-9W снаге 7.500 ph, и повећаним задњим вратима, произведено је 15 примерака ових авиона.

## Оперативно коришћење
Од 1956. до 1962. године произведено је 50 примерака ових авиона, који су коришћени за потребе америчког војног ваздухопловства USAF. Обично су се користили у комбинацији са авионима Даглас  Глоубмастер II. Били су транспортна потпора америчкој војсци широм света у Вијетнамском рату у Европи, Африци, Блиском и Далеком истоку, веома често су се користили за транспорт ракета. Њиме су превожене ракете Атлас, Сатурн и Титан у свемирски центар у Кејп Канавералу које су се користиле за свемирске програме Џемини, Меркјури и Аполо. 
У служби су се задржали до 1970.-тих година, првобитни век од 10.000 сати им је продужен на 19.000 сати а све у циљу да дочекају увођење нових транспортних авиона Локидових C-5А Galaxy и C-130 Hercules. Након повлаћења из војне службе неки од ових авиона су коришћени као карго авиони у цивилном саобраћају.

## Земље које су користиле овај авион
| - САД |

## Галерија
- Кокпит авиона C-133 Каргомастер
- Утовар тешког терета у авион C-133 Каргомастер
- Авион C-133 избочина на кљуну авиона за метеоролошки радар
- Карго простор авиона
- Авион C-133 Каргомастер у музеју
- Авион C-133 у лету
- Даглас  Каргомастер